# Sarah Crowley
Sarah Crowley (Adelaida, 4 de febrero de 1983) es una deportista australiana que compite en triatlón.
Ganó una medalla en el Campeonato Mundial de Triatlón de Larga Distancia de 2017. Además, obtuvo dos medallas en el Campeonato Mundial de Ironman en los años 2017 y 2019, y dos medallas en el Campeonato Europeo de Ironman en los años 2017 y 2018.

## Palmarés internacional
| Campeonato Mundial | Campeonato Mundial | Campeonato Mundial | Campeonato Mundial |
| Año                | Lugar              | Medalla            | Prueba             |
| ------------------ | ------------------ | ------------------ | ------------------ |
| 2017               | Penticton (Canadá) | Medalla de oro     | Individual         |

| Campeonato Mundial | Campeonato Mundial     | Campeonato Mundial | Campeonato Mundial |
| Año                | Lugar                  | Medalla            | Prueba             |
| ------------------ | ---------------------- | ------------------ | ------------------ |
| 2017               | Hawái (Estados Unidos) | Medalla de bronce  | Individual         |
| 2019               | Hawái (Estados Unidos) | Medalla de bronce  | Individual         |
| Campeonato Europeo |                        |                    |                    |
| Año                | Lugar                  | Medalla            | Prueba             |
| 2017               | Fráncfort (Alemania)   | Medalla de oro     | Individual         |
| 2018               | Fráncfort (Alemania)   | Medalla de bronce  | Individual         |